# EQAlign
Software para uso en astronomía, se caracteriza por ser licenciado como software libre bajo licencia GPL, lo cual lo hace sumamente accesible. 
Sirve entre otras cosas para:
- Puesta en estación, facilita la exacta puesta en estación de una montura ecuatorial a fin de seguir el movimiento aparente de la bóveda celeste, causado por la rotación de la tierra.
- Autoguiado, lo cual permite, entre otras cosas, realizar fotografías de objetos astronómicos con larga exposición.
- Función de "GoTo", lo que implica identificar y mover el telescopio hacia la visualización de un determinado objeto astronómico.
- Medir el Error Periódico de una montura, error que se produce por las características mecánicas del dispositivo que mueve la montura.

Para la puesta en estación EQAlign se basa en el denominado método de Scheiner.